# Copa de Sierra Leona
La Copa de Sierra Leona es el torneo de copa de fútbol a nivel de clubes más importante de Sierra Leona y es organizado por la Asociación de Fútbol de Sierra Leona.

## Historia
El torneo fue creado en el año 1962 y su primer campeón fue el Kenema District. Anteriormente el torneo era el clasificatorio para la desaparecida Recopa Africana; y actualmente el campeón del torneo clasifica a la Copa Confederación de la CAF.

## Formato
En la copa participan aproximadamente 170 equipos de todo el país, los 14 de la Liga Premier de Sierra Leona, 56 de la Primera División de Sierra Leona y aproximadamente 100 de la Segunda División de Sierra Leona hacia abajo, jugando a eliminación directa hasta definir a los finalistas que pelearán por el título.

## Palmarés
| - 1962 : Kenema District - 1963-64 : East End Lions - 1964-65 : Mighty Blackpool (Freetown) - 1965-66 : Old Edwardians (Freetown) - 1966-67 : Mighty Blackpool (Freetown) - 1967 : King Tom Rovers - 1968-69 : Bo District - 1969-70 : Mighty Blackpool (Freetown) - 1970-71 : Port Loko District - 1971-72 : Kono District - 1972-73 : East End Lions (Freetown) - 1973-74 : Ports Authority FC (Freetown) - 1974-75 : East End Lions (Freetown) - 1975-76 : Desconocido - 1976-77 : Abandonada - 1977-78 : Port Loko District - 1978-79 : Wusum Stars (Bombali) - 1979-80 : Bombali District - 1980-81 : Real Republicans (Freetown) - 1981 : Desconocido - 1982 : No se jugó - 1983-84 : Desconocido - 1985 : Kamboi Eagles (Kenema) | - 1986 : Real Republicans (Freetown) - 1987 : Desconocido - 1988 : Mighty Blackpool (Freetown) - 1989 : East End Lions (Freetown) - 1990 : Ports Authority FC (Freetown) - 1991 : Ports Authority FC (Freetown) - 1992 : Diamond Stars FC (Kono) - 1993 : Desconocido - 1994 : Mighty Blackpool (Freetown) - 1995-99 : No se jugó - 2000 : Mighty Blackpool (Freetown) - 2001 : Old Edwardians (Freetown) - 2002 : No se jugó - 2003 : Kallon FC (Freetown) - 2004 : Ports Authority FC (Freetown) - 2005 : Old Edwardians (Freetown) - 2006 : Kallon FC (Freetown) - 2007-13 : No se jugó - 2014 : Kamboi Eagles FC (Kenema) - 2015 : Desconocido - 2016 : FC Johansen - 2017-18 : Desconocido |

## Títulos por Equipo
| Club                                               | Títulos | Años campeón                                |
| -------------------------------------------------- | ------- | ------------------------------------------- |
| Mighty Blackpool                                   | 6       | 1964-65, 1966-67, 1969-70, 1988, 1994, 2000 |
| East End Lions                                     | 4       | 1963-64, 1972-73, 1974-75, 1989             |
| Ports Authority FC                                 | 4       | 1973-74, 1990, 1991, 2004                   |
| Old Edwardians                                     | 3       | 1965-66, 2001, 2005                         |
| Kamboi Eagles FC (incluye el Kenema district)      | 3       | 1962, 1985, 2014                            |
| Bai Bureh Warriors (incluye el Port Loko district) | 2       | 1970-71, 1977-78                            |
| Kallon FC                                          | 2       | 2003, 2006                                  |
| Wusum Stars (incluye el Bombali district)          | 2       | 1978-79, 1979-80                            |
| Real Republicans                                   | 2       | 1980-81, 1986                               |
| Diamond Stars FC                                   | 1       | 1992                                        |
| Kono District                                      | 1       | 1971-72                                     |
| King Tom Rovers                                    | 1       | 1967                                        |
| Kakua Warriors (incluye el Bo district)            | 1       | 1968-69                                     |
| FC Johansen                                        | 1       | 2016                                        |